# A-Acayipsin
A-Acayipsin è il secondo album in studio del cantante turco Tarkan, pubblicato nel 1994.

## Tracce
1. Hepsi Senin Mi ? – 3:51
2. Dön Bebeğim – 4:45
3. Şeytan Azapta – 5:13
4. Bekle – 5:23
5. Eyvah – 4:09
6. Kış Güneşi – 3:55
7. Unutmamalı – 5:21
8. Gül Döktüm Yollarına – 4:09
9. Durum Beter – 3:33
10. Gitme – 4:37
11. Seviş Benimle – 5:17
12. Biz Nereye – 5:00